# Jorge Contreras (Fußballspieler, 1971)
Jorge Contreras, vollständiger Name Jorge Walter Contreras Rodríguez, (* 21. September 1971 in Montevideo) ist ein uruguayischer Fußballspieler.

## Karriere
Der 1,82 Meter große, „Loco“ genannte Torhüter Contreras stand zu Beginn seiner Karriere 1993 beim Erstligisten Club Atlético Cerro unter Vertrag. In den beiden Folgejahren spielte er in der Segunda División für Uruguay Montevideo. Anschließend wechselte er innerhalb der zweithöchsten uruguayischen Spielklasse zu Juventud. Für den Verein aus Las Piedras war er bis ins Jahr 1999 aktiv. In der Apertura 2000 folgte eine Station in Paraguay beim Club Guaraní. In der Clausura 2000 stand er wieder in Reihen Juventuds. In der Saison 2001 war der Danubio FC sein Arbeitgeber. 2002 schloss sich mindestens im Torneo Clasificatorio ein erneutes Engagement bei Juventud an. In der Apertura 2003 bestritt er nach seiner Rückkehr zu Cerro, dem Verein seines Karrierebeginns, 17 Partien in der Primera División. Bei den Montevideanern spielte er auch in den folgenden Spielzeiten einschließlich der Apertura 2005. In der Saison 2006/07 war er zum vierten Mal in seiner Profikarriere Spieler Juventuds. Sodann schloss er sich ab Apertura 2007 dem seinerzeitigen Zweitligisten Racing an. Die Statistik weist für ihn beim ebenfalls in Montevideo beheimateten Klub in den Spielzeiten 2009/10 bis 2013/14 118 Erstligaeinsätze aus (2009/10: 24 Spiele/0 Tore; 2010/11: 29/0; 2011/12: 24/0; 2012/13: 15/0; 2013/14: 26/0). Zudem lief er achtmal in der Copa Libertadores 2010 auf. Im September 2014 erklärte der inzwischen 43 Jahre alte und zu diesem Zeitpunkt älteste aktive Profifußballspieler Uruguays, der zudem mittlerweile bereits Großvater ist, dass er beabsichtige, seine Karriere bis zu seinem 45. Lebensjahr fortzusetzen. In der Spielzeit 2014/15 wurde er 25-mal in der höchsten uruguayischen Spielklasse eingesetzt. Während der Saison 2015/16 kam er in 30 Erstligaspielen zum Einsatz. Anschließend wurde Contreras’ Vertrag bei Racing von Seiten des Vereins nicht mehr verlängert.